# Io sono il Capataz
Io sono il Capataz ist ein italienischer Abenteuerfilm aus dem Jahr 1950, der mit Renato Rascel in der Hauptrolle eine komödiantische Geschichte um den mexikanischen Revolutionär Pancho Villa erzählt. Der von Giorgio Simonelli inszenierte Film wurde im deutschsprachigen Raum nicht gezeigt.

## Handlung
Aufgrund seiner schmächtigen Statur kann Uguccione keine Arbeit finden. Als er eines Tages auf den berühmten Revolutionär C6 trifft, ändert sich das: Zusammen mit seinem Freund Erasmo wird er nach Parazuela geflogen, wo er den Diktator Rascelito Villa personifizieren soll, der die die Hauptstadt besetzenden revolutionären Truppen befehligt. Er ist in dieser Rolle eine Marionette in den Händen der Minister. Überzeugt davon, dass die Menschen ihn lieben, spielt er einige Zeit ohne Murren das Spiel mit. 
Als er bemerkt, dass in Wirklichkeit die Bewohner des Landes ihn hassen und Rebellen unter der Führung von Rosa de Fuego gar einen Anschlag auf ihn planen, gelingt es Erasmo, die Aufständischen, die die beiden Freunde in ihre Gewalt gebracht haben, zu überzeugen, dass es sich nicht um Rascelito, sondern um dessen Zwillingsbruder Pancho handelt, der gekommen ist, seinen bösen Verwandten zu bekämpfen. Mit Hilfe seines Wissens um Geheimgänge im Palast kann er nun als Rascelito die Minister und als Pancho die Rebellen zur Entscheidung führen, bei der er für das Volk handelt. Er wird als Befreier gefeiert, verzichtet jedoch auf die Macht, um mit Rosa del Fuego zu leben.

## Kritik
Alberto Albertazzi meinte, der auf der Bühne glänzende Komiker Rascel habe als Filmdarsteller noch nicht seine Reife gefunden, was ihn sehr von der großen oder eben minderen Originalität der Stoffe abhängig mache; in diesem Fall bleibe ein irrelevanter, wenn nicht sogar schlechter Beitrag übrig, den er nicht retten könne.